# Шамурадов, Бекмурад Мешрепович
Бекмурад Мешрепович Шамурадов (туркм. Bekmyrat Şamyradow) — туркменский государственный деятель.

## Биография
Родился в 1967 году в селе Юзбаши Каахкинского района Туркменской ССР.
Образование высшее. В 1990 году окончил Туркменский институт народного хозяйства. По специальности — экономист.
1990—2004 — экономист, начальник планово-финансового отдела Управления здравоохранения города Ашхабада.
2004—2008 — главный специалист, начальник отдела Управления социально-культурной сферы Министерства экономики и финансов Туркменистана.
2008—2009 — начальник отдела финансирования образования, науки и культуры Управления финансирования социально-культурной сферы и науки Министерства финансов Туркменистана.
15.01.2009 — 08.04.2011 — министр социального обеспечения Туркменистана.
08.04.2011 — 08.01.2016 — министр труда и социальной защиты населения Туркменистана. С 25 февраля 2012 г. также - председатель Управления Пенсионным фондом.
8 января 2016 года уволен за недостатки в работе. Дальнейшая судьба неизвестна.

## Варианты транскрипции имени и фамилии
- Имя: Бекмырат
- Фамилия: Шамырадов